# Улица Гетмана Сагайдачного (Мелитополь)
Улица Гетмана Сагайдачного (укр. Вулиця Гетьмана Сагайдачного, в кон. XIX—1921 гг. — Вокзальная, 1921—2016 гг. — Фрунзе) — улица в Мелитополе. Начинается перекрёстком с Покровской улицей в историческом центре города. На небольшом участке от проспекта Богдана Хмельницкого до улицы Ломоносова по ней проходит автодорога М-18 «Харьков — Симферополь — Алушта — Ялта». Далее следует самый большой отрезок улицы, состоящий из промышленной зоны и частного сектора и на котором участок железнодорожных путей проходит непосредственно по улице. В конце улицы находится привокзальная площадь, на которой расположены здание вокзала, три памятника (в том числе старинный паровоз) и конечная остановка автобусов.

## История
Улица возникла как шоссе, соединяющее город Мелитополь с железнодорожной станцией, и с конца XIX века носила название Вокзальной.
7 октября 1899 года гласные, осматривавшие место на Вокзальной улице, предложенное выдающимся земским врачом Андреем Корвацким для строительства новой земской больницы, сообщили земскому собранию:

Предложенное место представляет собою два очень крутых склона и один из склонов сильно загрязнен навозом... Приведение этого места в возможное для постройки на нём больницы состояние потребует очень больших затрат.

Больше мест для больницы не искать и уполномочить Управу приступить к заготовке материалов для постройки больницы на участке земли (2 десятины близ тюрьмы), купленной у Песчанского сельского общества за 5000 руб.

24 мая 1919 года на Вокзальной улице в доме Маслянского открылся Рабочий клуб группы анархистов «Набат».
25 октября 1921 года, ещё при жизни М. В. Фрунзе, была переименована в улицу Фрунзе.
На годы германской оккупации 1941—1943 годов улице было возвращено название Вокзальная.
В 1950 году было закрыто железнодорожное кладбище по улице Фрунзе ввиду полного использования земельных участков.
В 1954 году, к празднованию 300-летия воссоединения Украины с Россией на углу улицы Фрунзе и проспекта Богдана Хмельницкого был установлен памятник Богдану Хмельницкому. До войны улица Фрунзе в этом месте была узкой, в 50-е годы её расширили. Но она соединялась с проспектом крутой дугой с подъёмом, и в этом месте случалось особенно много аварий. В начале 1970-х годов перекрёсток был реконструирован, а памятник Богдану Хмальницкому перенесён на перекрёсток проспекта с улицей Вакуленчука
13 августа 1954 года исполком утвердил акт приёмки одноэтажного здания Мелитопольской автостанции на углу улиц Фрунзе и Сталина.
21 марта 2016 года распоряжением № 115 главы Запорожской областной государственной администрации улица Фрунзе получила новое название — улица Гетмана Сагайдачного.

## Объекты

### Памятники
- старинный паровоз;

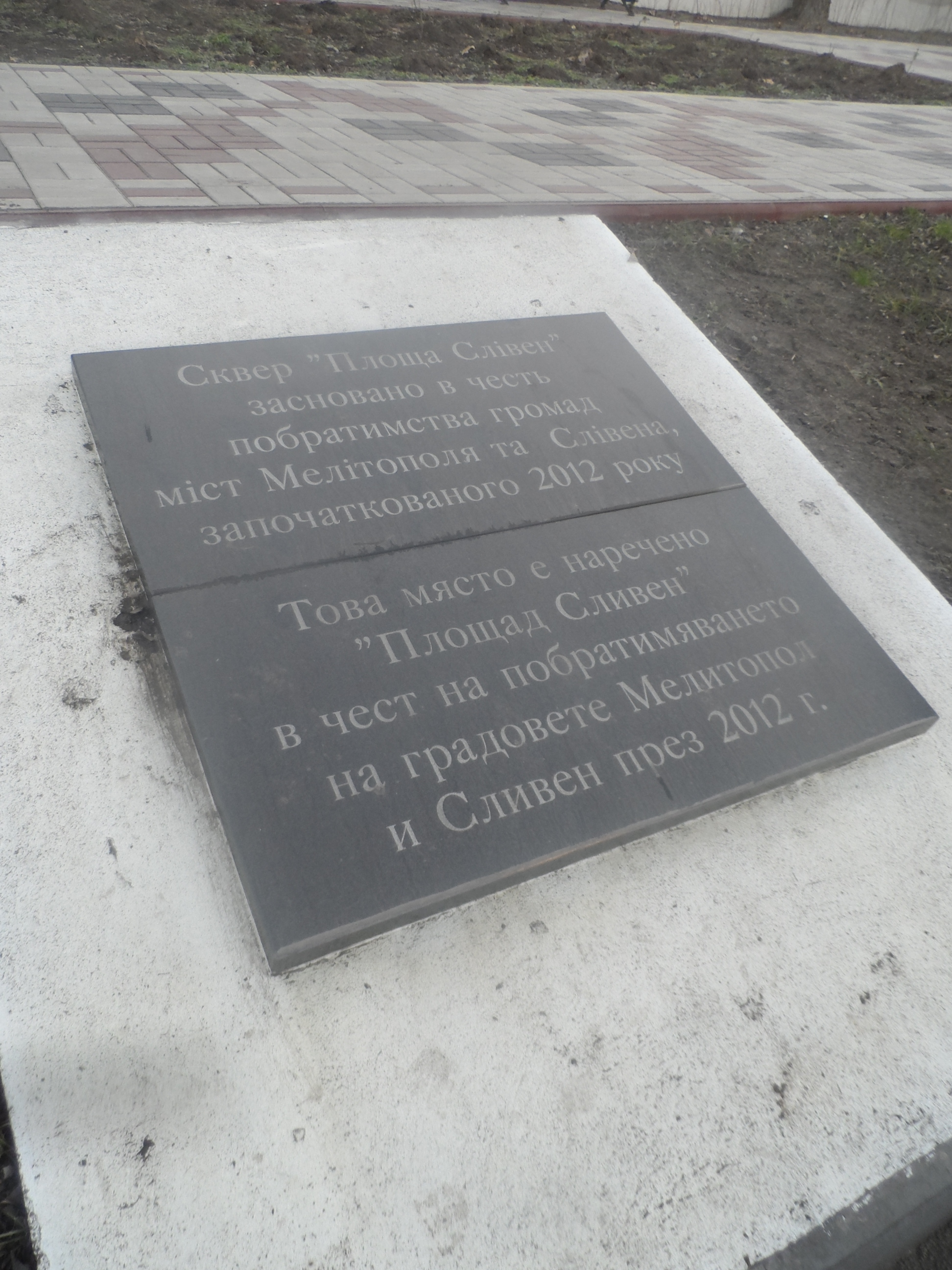

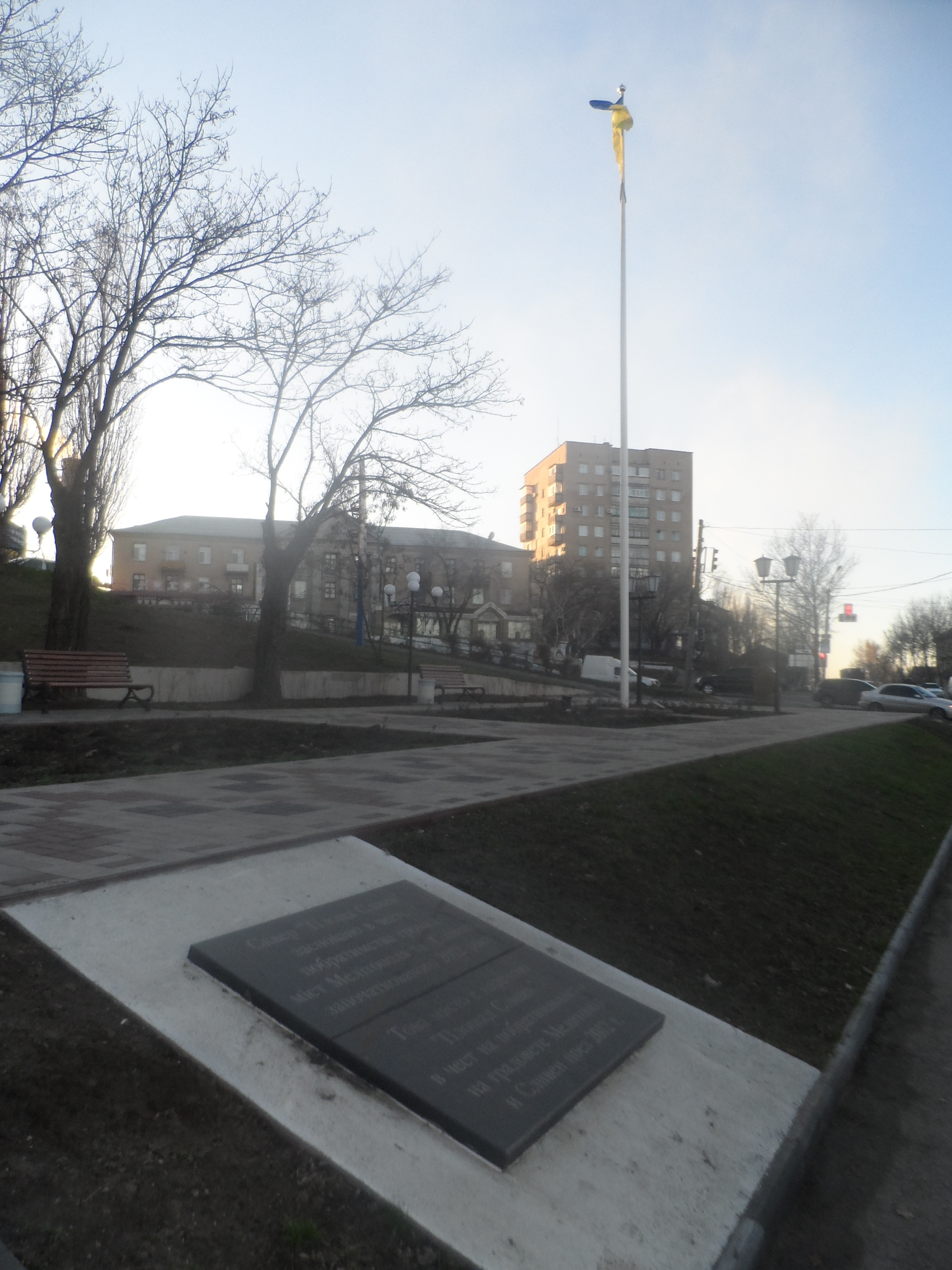

- памятник Ленину (демонтирован 5 июня 2015 года)[8];
- сквер "Площадь Сливен";
- бюст Фрунзе.

### Железная дорога
- железнодорожный вокзал;
- медицинский участок Приднепровской железной дороги;
- пешеходный мост на Юровку через территорию вокзала;
- идущие вдоль улицы железнодорожные пути на маслоэкстракционный завод и завод стройматериалов.

### Предприятия
- ОАО «Мелитопольский элеватор»;
- ОАО «Мелитопольский маслоэкстракционный завод»;
- ООО «Мелитопольгортопливо», укр. «Мелітопольміськпаливо» (угольный склад);
- корпус завода ОАО «Мелитопольпродмаш» (линии розлива алкогольных и безалкогольных напитков).

### Прочее
- санитарно-эпидемиологическая станция;
- ветеринарная клиника «Айболит».

## Галерея
|                                                             |                                          |                                               |                                             |
| вид на вокзал с пешеходного моста                           | паровоз около вокзала                    | памятник Ленину (демонтирован 5 июня 2015 г.) | бюст Фрунзе                                 |
|                                                             |                                          |                                               |                                             |
| ДК «Железнодорожник» (юридический адрес на ул. Чайковского) | отрезок улицы за привокзальной площадью  | санитарно-эпидемиологическая станция          | сгоревшее здание завода «Мелитопольпродмаш» |
|                                                             |                                          |                                               |                                             |
| проезжая часть                                              | элеватор (вид со стороны Линейной улицы) | возле территории завода «Мелитопольпродмаш»   | участок улицы в старой части города         |